# غويلرمو غوتيريز
غويلرمو غوتيريز (بالإسبانية: Guillermo Gutiérrez)‏ هو دراج مكسيكي، ولد في 8 يونيو 1964.

## وصلات خارجية
- غويلرمو غوتيريز على موقع أرشيف الدراجات (الإنجليزية)
- غويلرمو غوتيريز على موقع أوليمبيديا (الإنجليزية)